# 神さまこんにちは
『神さまこんにちは』（かみさまこんにちは、原題：안녕하세요 하나님（こんにちは、神様）、英題：Hello, God!）は、1987年公開の韓国映画。監督はペ・チャンホ。第39回ベルリン国際映画祭および第16回モスクワ国際映画祭に出品された。

## 概要
脳性麻痺のピョンテ（アン・ソンギ）、詩人のミヌ（チョン・ムソン）、妊婦のチュンジャ（キム・ボヨン）の3人が出会い、慶州市まで旅をする心温まるロードムービー。

## ストーリー
小学生のときに脳性麻痺となり慶州への遠足に行けなかったピョンテ。大人になった彼は念願であった慶州へ行こうと一人で家を出る。バスを乗り間違えて途方に暮れるピョンテに放浪の詩人ハン・ミヌが手を貸し、ともに慶州を目指して電車に乗り込む。無賃乗車がばれそうになった二人は妊婦のチュンジャに助けられ、慶州へと向かう3人の旅が始まる。しかしチュンジャには実家に帰りたくとも帰れない事情があった。